# خوان یوستریچ
خوان یوستریچ (انگلیسی: Juan Yustrich; ۹ ژوئیهٔ ۱۹۰۹ – ۶ اکتبر ۲۰۰۲) بازیکن فوتبال اهل آرژانتین بود.
از باشگاه‌هایی که در آن بازی کرده‌است می‌توان به باشگاه فوتبال جیمناسیا لاپلاتا، باشگاه فوتبال بوکا جونیورز، و باشگاه فوتبال لانوس اشاره کرد.
وی همچنین در تیم ملی فوتبال آرژانتین بازی کرده‌است.